# Linda javaensis
Linda javaensis är en skalbaggsart som beskrevs av Stefan von Breuning 1954. Linda javaensis ingår i släktet Linda och familjen långhorningar. Inga underarter finns listade i Catalogue of Life.